# Darío Rodríguez
Octavio Darío Rodríguez Peña (Montevideo, 17 de septiembre de 1974) es un exfutbolista y entrenador uruguayo. Jugaba de defensa central o lateral izquierdo y su último equipo fue Peñarol de la Primera División de Uruguay. Es hermano del exfutbolista Héctor Rodríguez Peña.
Actualmente sin club.
Fue ayudante técnico de Mauricio Larriera en Peñarol y también fue el asistente técnico de Diego Alonso en la selección uruguaya.

## Trayectoria
Nacido en Montevideo, Rodríguez ha jugado la mayor parte de su carrera en Peñarol y Schalke 04. También ha jugado en Sud América, Bella Vista y Toluca. Dejó el Schalke 04 en enero de 2008 y regresó al Peñarol.
Debutó en la primera de Sud América en 1992 donde permaneció tres años, consiguiendo el campeonato de segunda división y por ende el ascenso a primera. Al año siguiente emigró al fútbol mexicano, jugando dos años en el Toluca, para volver al fútbol uruguayo, coronándose campeón nuevamente de segunda división esta vez con Bella Vista y consiguiendo una Liguilla Pre-Libertadores al año siguiente.
Fue luego fichado por Peñarol en 1999 y fue partícipe de la obtención del Campeonato Uruguayo, anotando el gol del empate en la tercera y decisiva final del campeonato frente a Nacional en lo que a la postre sería victoria de Peñarol por 2-1. Permaneció en el club mirasol hasta 2002 cuando fue transferido al Schalke 04 de Alemania, donde jugó durante 6 años, conquistando dos Copas Intertoto y una Copa de la Liga de Alemania.
Volvió a Peñarol en 2008 y logró el Campeonato Uruguayo de la temporada 2009-10 y alcanzó la final de la Copa Libertadores 2011, siendo capitán del equipo gran parte del torneo. Además fue Campeón Uruguayo 2012-13.

## Estilo de juego
Defensa polivalente, podía jugar como lateral izquierdo o como central zurdo. Fuerte en el juego aéreo, era una distracción útil en el área rival en las jugadas a balón parado.

## Selección nacional
Ha sido convocado para la selección uruguaya de fútbol, en la cual ha jugado 51 partidos y ha anotado 4 goles. Uno de ellos, frente a Dinamarca en la Copa Mundial de Fútbol de 2002, fue reconocido por el diario británico The Times como el 4.º mejor gol en la historia de los Mundiales.
Otro de los goles importantes que marcó, fue en la victoria 1 a 0 de Uruguay ante Australia, en el partido de ida del repechaje para el Mundial de Japón 2002. En ocasiones llevó el brazalete de capitán. También jugó en las Copas América de 2004 y 2007.

### Participaciones enCopa América
| Copa              | Sede      | Resultado    | Partidos | Goles |
| ----------------- | --------- | ------------ | -------- | ----- |
| Copa América 2004 | Perú      | Tercer lugar | 5        | 0     |
| Copa América 2007 | Venezuela | Cuarto lugar | 5        | 0     |

### Participaciones enCopas del Mundo
| Mundial                        | Sede                  | Resultado    | Partidos | Goles |
| ------------------------------ | --------------------- | ------------ | -------- | ----- |
| Copa Mundial de Fútbol de 2002 | Corea del Sur y Japón | Primera fase | 3        | 1     |

## Clubes

### Como jugador
| Club        | País     | Año       |
| ----------- | -------- | --------- |
| Sud América | Uruguay  | 1992-1995 |
| Toluca      | México   | 1995-1996 |
| Bella Vista | Uruguay  | 1997-1998 |
| Peñarol     | Uruguay  | 1999-2002 |
| Schalke 04  | Alemania | 2002-2008 |
| Peñarol     | Uruguay  | 2008-2014 |

### Como ayudante técnico

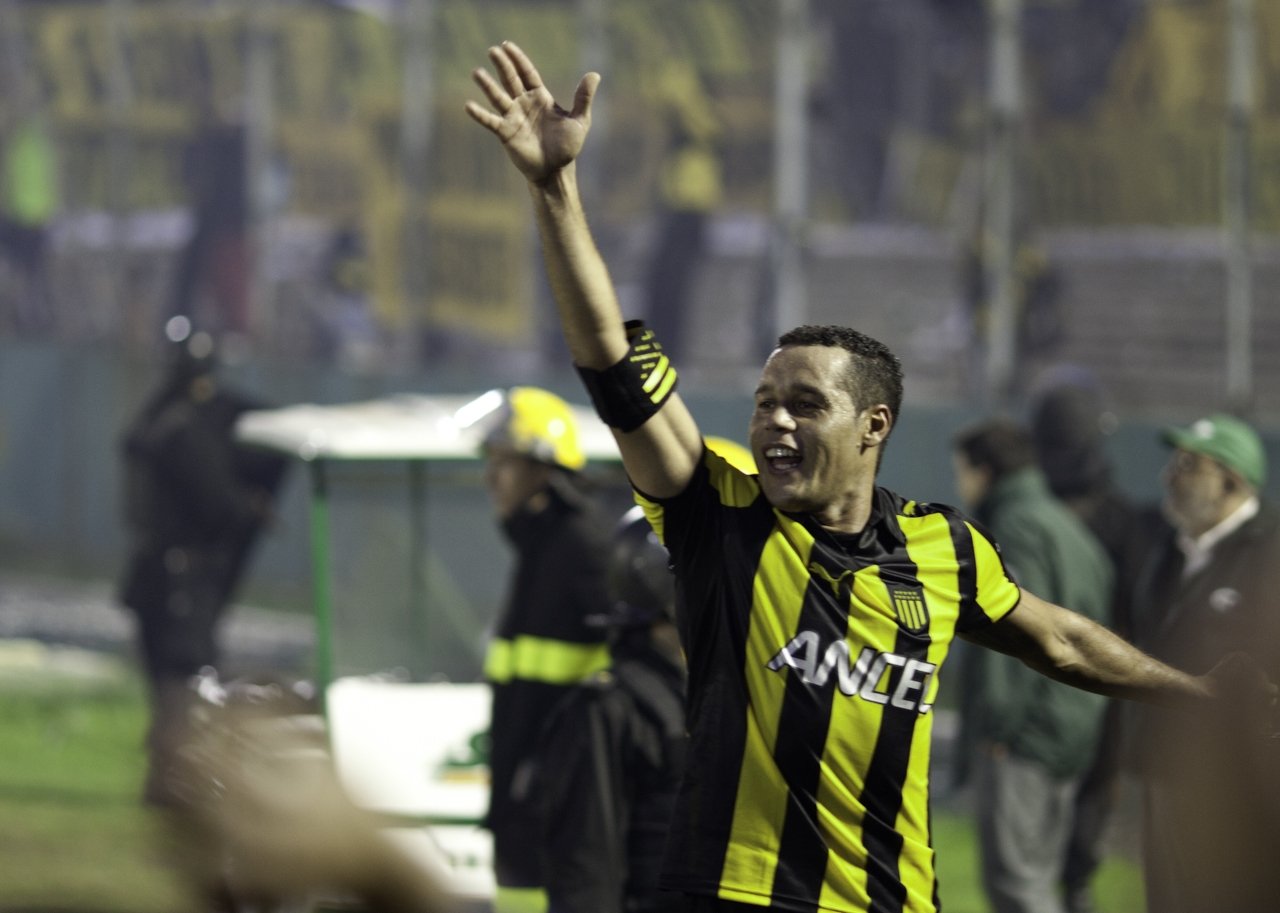
Darío luego de coronarse campeón uruguayo con Peñarol en mayo de 2010.

| Club               | País     | Año       |
| ------------------ | -------- | --------- |
| Peñarol            | Uruguay  | 2016      |
| América de Cali    | Colombia | 2017-2018 |
| Defensor Sporting  | Uruguay  | 2019      |
| Peñarol            | Uruguay  | 2021      |
| Selección Uruguaya | Uruguay  | 2022      |

### Como entrenador
| Club              | País    | Año       |
| ----------------- | ------- | --------- |
| Peñarol           | Uruguay | 2023      |
| Racing Montevideo | Uruguay | 2025-Act. |

## Estadísticas como entrenador
| Equipo                      | Div.                | Temporada           | Liga | Liga | Liga | Liga | Liga |    | Copa | Copa | Copa | Copa |   | Internacional | Internacional | Internacional | Internacional | Internacional |   | Otros | Otros | Otros | Otros |   | Totales     | Totales | Totales | Totales | Totales | Totales | Totales | Totales | Totales |
| Equipo                      | Div.                | Temporada           | PD   | G    | E    | P    | Pos. | PD | G    | E    | P    | PD   | G | E             | P             | Pos.          | PD            | G             | E | P     | PD    | G     | E     | P | Rendimiento | GF      | GC      | Dif.    | Ptos.   |         |         |         |         |
| --------------------------- | ------------------- | ------------------- | ---- | ---- | ---- | ---- | ---- | -- | ---- | ---- | ---- | ---- | - | ------------- | ------------- | ------------- | ------------- | ------------- | - | ----- | ----- | ----- | ----- | - | ----------- | ------- | ------- | ------- | ------- | ------- | ------- | ------- | ------- |
| Peñarol · Uruguay           | 1.ª                 | 2023                | 14   | 8    | 4    | 2    | Inc. | 1  | 1    | 0    | 0    | 1    | 0 | 0             | 1             | FG            | -             | -             | - | -     | 16    | 9     | 4     | 3 | 64.58%      | 26      | 15      | +11     | 31      |         |         |         |         |
| Peñarol · Uruguay           | Total               | Total               | 14   | 8    | 4    | 2    | -    | 1  | 1    | 0    | 0    | 1    | 0 | 0             | 1             | -             | -             | -             | - | -     | 16    | 9     | 4     | 3 | 64.58%      | 26      | 15      | +11     | 31      |         |         |         |         |
| Racing Montevideo · Uruguay | 1.ª                 | 2025                | 3    | 0    | 1    | 2    | Inc. | -  | -    | -    | -    | -    | - | -             | -             | -             | -             | -             | - | -     | 3     | 0     | 1     | 2 | 11.11%      | 0       | 3       | -3      | 1       |         |         |         |         |
| Racing Montevideo · Uruguay | Total               | Total               | 3    | 0    | 1    | 2    | -    | -  | -    | -    | -    | -    | - | -             | -             | -             | -             | -             | - | -     | 3     | 0     | 1     | 2 | 11.11%      | 0       | 3       | -3      | 1       |         |         |         |         |
| Total en su carrera         | Total en su carrera | Total en su carrera | 17   | 8    | 5    | 4    | -    | 1  | 1    | 0    | 0    | 1    | 0 | 0             | 1             | -             | -             | -             | - | -     | 19    | 9     | 5     | 5 | 56.14%      | 26      | 18      | +8      | 32      |         |         |         |         |
| 1. 2.                       |                     |                     |      |      |      |      |      |    |      |      |      |      |   |               |               |               |               |               |   |       |       |       |       |   |             |         |         |         |         |         |         |         |         |

#### Resumen estadístico
| Competición                 | Partidos | Ganados | Empatados | Perdidos | Rendimiento |
| --------------------------- | -------- | ------- | --------- | -------- | ----------- |
| Primera División de Uruguay | 17       | 8       | 5         | 4        | 56.86%      |
| Copa AUF Uruguay            | 1        | 1       | 0         | 0        | 100%        |
| Copa Sudamericana           | 1        | 0       | 0         | 1        | 0%          |
| TOTAL                       | 19       | 9       | 5         | 5        | 56.14%      |

## Palmarés

### Campeonatos nacionales

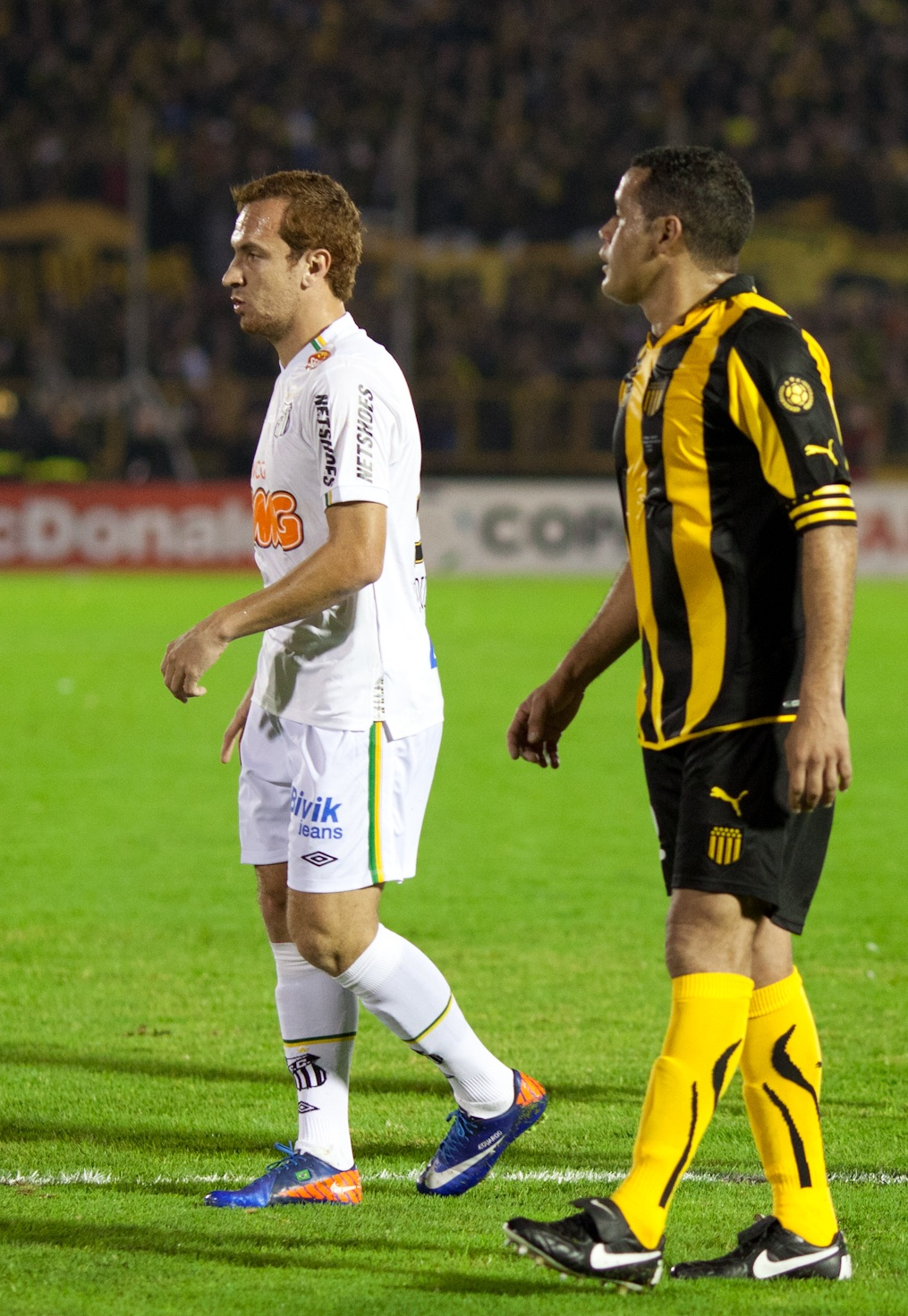
Darío durante el partido de ida de la final de la Copa Libertadores 2011.

| Título                      | Club        | País     | Año     |
| --------------------------- | ----------- | -------- | ------- |
| Segunda División de Uruguay | Sud América | Uruguay  | 1994    |
| Segunda División de Uruguay | Bella Vista | Uruguay  | 1997    |
| Liguilla Pre-Libertadores   | Bella Vista | Uruguay  | 1998    |
| Campeonato Uruguayo (1)     | Peñarol     | Uruguay  | 1999    |
| Copa de la Liga             | Schalke 04  | Alemania | 2005    |
| Campeonato Uruguayo (2)     | Peñarol     | Uruguay  | 2009-10 |
| Campeonato Uruguayo (3)     | Peñarol     | Uruguay  | 2012-13 |

### Torneos internacionales
| Título         | Club       | País     | Año  |
| -------------- | ---------- | -------- | ---- |
| Copa Intertoto | Schalke 04 | Alemania | 2003 |
| Copa Intertoto | Schalke 04 | Alemania | 2004 |

- DFB-Ligapokal: 2005[10]

### Torneos nacionales
| Título          | Club    | País    | Año  |
| --------------- | ------- | ------- | ---- |
| Torneo Clausura | Peñarol | Uruguay | 1999 |
| Torneo Clausura | Peñarol | Uruguay | 2008 |
| Torneo Clausura | Peñarol | Uruguay | 2010 |
| Torneo Apertura | Peñarol | Uruguay | 2012 |